# RAC Tourist Trophy 1935
Le RAC Tourist Trophy 1935 est la 14e édition de la course automobile annuelle du Royal Automobile Club d'Angleterre. Elle a eu lieu le 7 septembre 1935 à Belfast, en Irlande du Nord.

## Catégories et distances à parcourir
En fonction de leurs catégories respectives, les pilotes avaient à faire un nombre différent de tours à parcourir. Celui qui parcourait en premier le total des tours qui lui est imparti remporte l'épreuve.
| Catégorie | Cylindrées    | Tours |
| --------- | ------------- | ----- |
| A         | Plus de 8,0 l | 35    |
| B         | 5,0–8,0 l     | 35    |
| C         | 3,0–5,0 l     | 35    |
| D         | 2,0–3,0 l     | 35    |
| E         | 1,5–2,0 l     | 35    |
| F         | 1,1–1,5 l     | 35    |
| G         | 0,75–1,1 l    | 35    |
| H         | 0,5–0,75 l    | 35    |

## Classement de la course
| Pos. | no | Pilote                  | Voiture                  | Écurie                   | Tours | Temps / Abandon                         | Catégorie      |
| ---- | -- | ----------------------- | ------------------------ | ------------------------ | ----- | --------------------------------------- | -------------- |
| 1    | 10 | Freddie Dixon           | Riley TT Sprite (MPH)    | F. W. Dixon              | 35    | 6 h 3 min 31 s 0 (123,765 km/h)         | F (1,1–1,5 l)  |
| 2    | 7  | Eddie Hall              | Bentley 3½ Litre         | E. R. Hall               | 35    | 6 h 4 min 44 s 0                        | C (3,0–5,0 l)  |
| 3    | 5  | Earl Howe               | Bugatti Type 57TT        | Earl Howe and W. N. Rees | 35    | 6 h 7 min 37 s 0                        | C (3,0–5,0 l)  |
| 4    | 16 | Charles Brackenbury     | Aston Martin 1 ½         | A. C. Bertelli           | 35    | 6 h 8 min 52 s 0                        | F (1,1–1,5 l)  |
| 5    | 17 | Clifton Penn-Hughes     | Aston Martin 1 ½         | A. C. Bertelli           | 35    | 6 h 8 min 53 s 0                        | F (1,1–1,5 l)  |
| 6    | 11 | Cyril Paul (de)         | Riley TT Sprite (MPH)    | V. Riley                 | 35    | 6 h 11 min 28 s 0                       | F (1,1–1,5 l)  |
| 7    | 1  | Johnny Hindmarsh        | Lagonda M45              | A. W. Fox                | 35    | 6 h 11 min 29 s 0                       | C (3,0–5,0 l)  |
| 8    | 2  | Charlie Dodson          | Lagonda M45              | A. W. Fox                | 35    | 6 h 11 min 30 s 0                       | C (3,0–5,0 l)  |
| 9    | 12 | Alex von der Becke      | Riley TT Sprite (MPH)    | V. Riley                 | 35    | 6 h 14 min 5 s 0                        | F (1,1–1,5 l)  |
| 10   | 25 | Richard Seaman          | MG Magnette NE           | D. G. Evans              | 35    | 6 h 18 min 12 s 0                       | F (1,1–1,5 l)  |
| 11   | 18 | Tim Rose-Richards       | Aston Martin Ulster      | A. C. Bertelli           | 35    | 6 h 22 min 20 s 0                       | F (1,1–1,5 l)  |
| 12   | 22 | Bobbie Baird            | MG Magnette NE           | W. R. Baird              | 35    | 6 h 25 min 24 s 0                       | F (1,1–1,5 l)  |
| 13   | 23 | Kenneth Evans           | MG Magnette NE           | D. G. Evans              | 35    | 6 h 39 min 55 s 0                       | F (1,1–1,5 l)  |
| Dsq. | 32 | Austin Dobson           | Fiat 508S                | Austin Dobson            | 35    | Disqualifié                             | G (0,75–1,1 l) |
| Dsq. | 9  | W. T. McCalla           | Marendaz Special         | W. T. McCalla            | 34    | Disqualifié                             | G (1,5–2,0 l)  |
| Abd. | 33 | Arthur Dobson           | Fiat 508S                | Austin Dobson            | 30    | Panne sèche                             | G (0,75–1,1 l) |
| Abd. | 8  | Anthony Powys-Lybbe     | Alvis                    | A. Powys-Lybbe           | 29    | Piston grillé                           | D (2,0–3,0 l)  |
| Abd. | 34 | F. H. ffrench Davis     | Fiat 508S                | F. H. ffrench Davis      | 27    | Moteur                                  | G (0,75–1,1 l) |
| Abd. | 36 | John Donald Barnes      | Singer 9 Le Mans Replica | W. E. Bullock            | 27    | Retrait à la suite des autres accidents | G (0,75–1,1 l) |
| Abd. | 37 | Sammy Davis             | Singer 9 Le Mans Replica | W. E. Bullock            | 25    | Accident                                | G (0,75–1,1 l) |
| Abd. | 30 | R. B. S. LeFanu         | Adler                    | R. Briscoe               | 20    | Moteur                                  | G (0,75–1,1 l) |
| Abd. | 38 | Norman Black            | Singer 9 Le Mans Replica | W. E. Bullock            | 19    | Accident                                | G (0,75–1,1 l) |
| Abd. | 19 | Peter Donkin            | Aston Martin Ulster      | P. L. Donkin             | 16    | Culbuteur                               | F (1,1–1,5 l)  |
| Abd. | 35 | Alf Langley             | Singer 9 Le Mans Replica | W. E. Bullock            | 16    | Accident                                | G (0,75–1,1 l) |
| Abd. | 4  | Brian Lewis             | Bugatti Type 57TT        | W. N. Rees and Earl Howe | 15    | Embrayage                               | C (3,0–5,0 l)  |
| Abd. | 15 | Charlie Martin          | Aston Martin 1 ½         | A. C. Bertelli           | 12    | Tuyau d'huile                           | F (1,1–1,5 l)  |
| Abd. | 28 | Jack Chambers           | Riley Brooklands 9       | J. Chambers              | 12    | Lubrification                           | G (0,75–1,1 l) |
| Abd. | 14 | Percy Maclure           | Riley TT Sprite (MPH)    | V. Riley                 | 11    | Lubrification                           | F (1,1–1,5 l)  |
| Abd. | 29 | Charlie Manders         | Adler                    | R. Briscoe               | 11    | Moteur                                  | G (0,75–1,1 l) |
| Abd. | 6  | Hugh McFerran           | Bugatti Type 57          | P. M. Dwyer              | 10    | Accident                                | F (1,1–1,5 l)  |
| Abd. | 31 | Stanley Woods           | Adler                    | R. Briscoe               | 10    | Lubrification                           | G (0,75–1,1 l) |
| Abd. | 20 | Prince Bira             | Aston Martin Ulster      | HRH Prince Chula Of Siam | 7     | Tuyau d'huile                           | F (1,1–1,5 l)  |
| Abd. | 24 | Dennis Evans            | MG Magnette NE           | D. G. Evans              | 7     | Moteur                                  | F (1,1–1,5 l)  |
| Abd. | 27 | R. Davies Millar        | Lagonda Rapier           | R. Davis Millar          | 7     | Différentiel                            | F (1,1–1,5 l)  |
| Abd. | 21 | Maurice Faulkner        | Aston Martin Ulster      | M. Falkner/T. Clarke     | 5     | Tuyau d'huile                           | F (1,1–1,5 l)  |
| Np.  | 3  |                         | Railton                  | T. E. Rose-Richards      |       |                                         | C (3,0–5,0 l)  |
| Np.  | 26 | Ian Connell Nevil Lloyd | MG Magnette NE           | D. G. Evans              |       |                                         | F (1,1–1,5 l)  |